# Bombay City Police

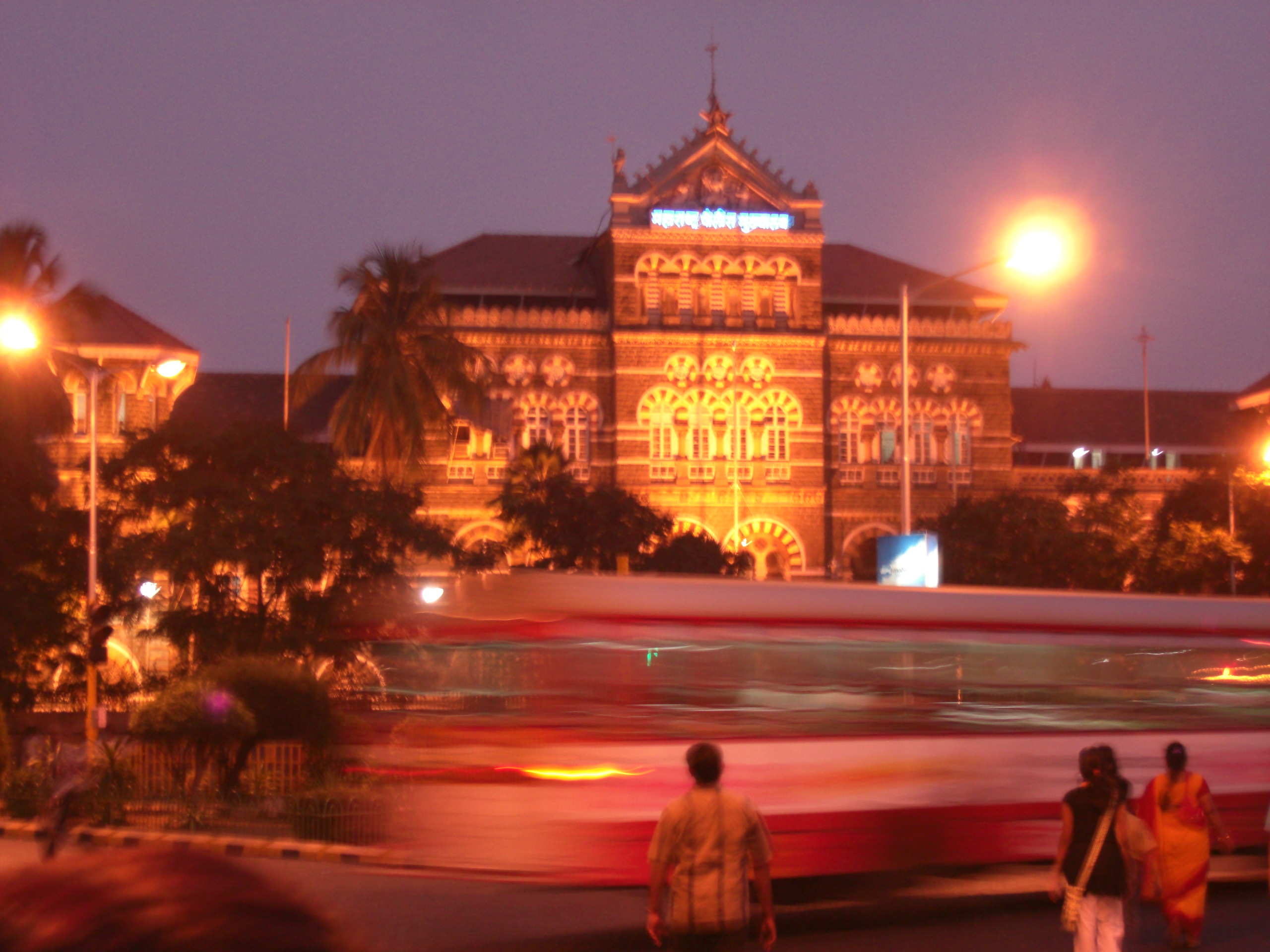
Polizeipräsidium, auch heute noch im Bereich des Fort

Die koloniale Bombay City Police entstand als solche aus den gesamtindischen Rechtsreformen der Jahre 1793–1809, als Nachfolgerin der paramilitärischen Bhandari-Miliz, auf der diesen Namen tragenden Insel unmittelbar vor der westlichen Küste Indiens. Während der Kolonialherrschaft hatten die europäischen Polizeioberen zugleich weitreichende strafrichterliche Kompetenzen. Die moderne Nachfolgeorganisation trägt seit der Umbenennung der Stadt analog die Bezeichnung Mumbai Police.

## 1790–1809
Nach englischem Vorbild wurde 1793 eine Commission of Peace mit Friedensrichtern eingerichtet, wobei die indische Justiz durch den Cornwallis Code auf eine halbwegs moderne Grundlage gestellt wurde. Infolge wurde die Bhandari-Miliz aufgelöst. Der Posten des Polizeichefs, mit beschnittenen Kompetenzen, wurde in Superintendent of Police umbenannt. Der erste Amtsinhaber bis 1808 wurde Simon Halliday. Die außerhalb der Stadtmauern liegenden Gebiete wurden 1800 in 14 Bezirke unterteilt, deren Stationen (chauki) von je zwei Gendarmen kommandiert wurden und denen zusammen 130, nicht übermäßig diensteifrige, Hilfspolizisten (peon) untergeordnet waren. Die Marktaufsicht und Wegekontrolle ging 1809 von der Polizei auf die Gemeinde über, dafür mussten Pfandleiher und Shroffs (indigene Bankiers) sich lizenzieren lassen, wodurch Hehlerei eingedämmt werden sollte.

## 1809–1855

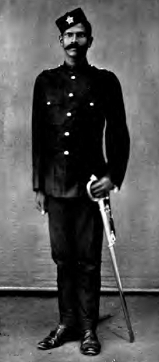
Jamadar (Unteroffizier, ca. 1910)

Aufgrund vielfältiger Beschwerden sah man sich gezwungen, 1811 die Exekutivgewalt des Superintendent of Police zu beschneiden. In drei Bezirken wurden nun Police Magistrates mit jeweils eigenem Personal, zur Aburteilung kleinerer Verbrechen, eingesetzt. Für die eigentliche Polizei war nun der Deputy of Police and High Constable zuständig, der auch die Hafenaufsicht übernahm. Dieses Arrangement blieb bis 1856 unverändert.

### Personalunion
Der Polizeichef dieser Zeit waren anfangs zugleich Richter (magistrate). Im Schnellverfahren, das nicht einmal protokolliert wurde, konnten mehrjährige Zuchthausstrafen, Verbannungen, Geldstrafen oder Auspeitschungen verhängt werden. Er saß (bis 1811) auch im Court of Petty Sessions, dessen drei Richter immer montags ab 10 Uhr kurzen Prozess machten. Der Pranger wurde 1844 abgeschafft. Der Polizeichef war ex officio ein Mitglied des Board of Conservancy (1845–58), dann einer der drei Municipal Commissioners, die die Stadtverwaltung kontrollierten, bis diese Stellen nach 1865 hauptamtlich besetzt wurden, dazu war er bis 1888 noch Chef der Feuerwehr, deren Kommandanten ebenfalls unter den europäischen Mitgliedern der Polizei ausgewählt wurden.

### Hafen- und Wasserpolizei
Zwar standen schon früher Polizeikräfte zur Kontrolle des Hafens bereit, als eigene Einheit wurde 1844 eine spezielle Wasserpolizei, die Harbour and Dock Police (1885: 101 Mann, dazu 50 im Prince's Dock), später Police for the Port of Bombay, zur Kontrolle des Hafens und der Ein- und Ausreisekontrolle geschaffen. In den Docks hatte man noch eine eigene 84 Mann (1865) starke Truppe, von der Marine bezahlt.

## 1856–1916
Der bisherige stellvertretende Polizeichef Charles Forjett erreichte durch rigoroses Vorgehen zum einen, dass der Sepoy-Aufstand 1857/8 nicht auf Bombay übergriff, zum anderen, dass Straßen- und Bandenraub nach 1859 fast komplett unterdrückt wurden. Dies zu einer Zeit als Bombay begann, geradezu explosiv zu wachsen. Die Zahl einfacher Eigentumsdelikte blieb bis zum Ende des Jahrhunderts hoch.
Mit der Einführung eines einheitlichen Strafprozessrechtes und Strafgesetzbuches (1874) kam es auch zu besserer Kontrolle von Willkür. Andererseits wurde das Recht der Polizei, Verordnungen zur Gefahrenabwehr zu erlassen, erweitert. Die Polizeigerichte wurden 1877 abgeschafft. Die Zahl der vor Gericht gebrachten Kleinkriminellen stieg von 21.500 1874 auf 28.000 sechs Jahre später. Im Jahre 1908 wurde dann 41.000-mal Anklage erhoben.

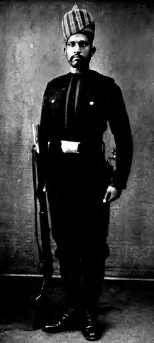
Wachtmeister der bewaffneten Truppe

In den Folgejahren kamen als neue Aufgaben die Gesundheitspolizei (1884–88) und Passausstellung für die immer zahlreicheren Mekkapilger hinzu. 1893/94 wurde die Zahl der Planstellen auf 2111 erhöht. Das Verbot des Opiumverkaufs führte zu einem Anstieg alkoholbedingter Gewaltdelikte. Ordnungspolizeiliche Aufgaben, die auch heute noch einen wichtigen Aufgabenbereich darstellen, wie z. B. Feuerpolizei, die Konzessionierung von Alkoholverkäufern und fliegenden Händlern, kamen immer mehr hinzu.
Die verheerenden Hungersnöte (1896, 1899–1902) und die Pestepidemien (1896/7 und 1902) führten zu einem Anstieg von Eigentumsdelikten. Im Hafen wurden Pfähle errichtet, an denen stehlende Hungernde sofort ausgepeitscht werden konnten. Zur Jahrhundertwende gab man knapp 793.000 Rs. für die Polizei aus, ab 1907 übernahm die Provinzregierung auch den städtischen Kostenanteil. Bald darauf wurden zahlreiche Polizeiwachen renoviert oder verbessert, den indischen Wachtmeistern wurde vermehrt Lesen, Schreiben und Englisch gelehrt.
Das Stadtgebiet Bombays war 1899 verwaltungsmäßig in neun police divisions unterteilt, dazu kam noch die Kriminalpolizei und eine Polizeireserve. Jede Division unterteilte sich in mehrere Sektionen mit je einer Polizeiwache, die üblicherweise von einem weißen Inspektor geleitet wurde. Seit 1911 gab es eine Police Gazette, ein drei Mal täglich herausgegebener Rundbrief (mit Steckbriefen usw.) an alle Polizeistationen.
Der Bombay City Police Act (IV of 1902) unterstellte die gesamte Truppe der Kontrolle des Commissioners. Das Gesetz gab den Polizisten weitreichende Kontrollbefugnisse besonders über die „kriminellen Kasten“ und das wachsende Industrieproletariat, was zur verstärkter Willkür und Korruption auch in den unteren Rängen führte. Ein eigenes Motor Vehicle Department wurde 1909 gegründet.
Die Bombay City Police war und ist wie jede Polizeieinheit ein Organ staatlicher Überwachung und Repression. Unterdrückung gewann umso mehr an Bedeutung, wie Streiks, die Home Rule-Bewegung (1915), die Unruhen von 1929 und dann die Kampagne des zivilen Ungehorsams in Schwung kamen. Durch ein Sondergesetz wurde es strafbar, unter Polizisten aufzuwiegeln. Die Verfassungsreformen 1919 und 1935 brachten keine wesentlich erweiterten Mitsprache- und Kontrollrechte für Inder, was jedoch nicht hieß, dass loyale Inder nicht in die mittleren Offiziersränge aufsteigen konnten.

### Ausrüstung, Personal, Kosten
Die Uniformen der Gendarmen bestanden aus einem gelben Turban oder Kappe, dunkelblauem Uniformrock und kurzen Hosen, sowie einem schwarzen Koppel. Später kamen noch schwarze Halbschuhe und Strümpfe, bei Mannschaften und Sergeanten auch nun dunkle, an Baskenmützen erinnernde Kopfbedeckungen in Gebrauch. Die Bewaffnung bestand aus Schlagstöcken oder Säbeln, europäische Offiziere trugen Revolver. Es bestand eine kleine berittene Abteilung.
Einfache Wachtmeister erhielten 1885, als weniger als ein Viertel der Truppe lesen und schreiben konnte, ein mageres Monatssalär von 10 Rs., was zu Schwierigkeiten bei der Anwerbung führte. Etwa ein Zehntel der Polizisten wurde in eigenen miserablen Wohnheimen (chal) untergebracht, der Rest erhielt einen Mietzuschuss (1 R.). Im Jahr 1907 kam es zum Streik der einheimischen Wachtmeister, die Regierung erhöhte den Sold für die drei untersten Ränge auf 12-15 Rs.
1865 wurde die Mannschaftsstärke auf 1.456, unter sechs Superintendenten und 22 Inspektoren aufgestockt. Davon waren 1239 normale Polizisten, 116 Wachen an Amtsgebäuden und 101 Mann bei der Hafenpolizei, bis zu 300 Mann wurden in den folgenden Jahren zum Dienst als Bahnpolizisten abgestellt, was zu akuter Unterbesetzung führte. Bis 1915 wurde die Stärke der Truppe auf gut 3.000 aufgestockt. Die Polizei verfügt seit 1866 über ein eigenes Krankenhaus, das sich seit Vollendung des Neubaus 1904 in Nagada befindet.
Personalkosten beliefen sich 1885 auf 475.297 Rs., drei Jahre später, als 100 Mann mehr Dienst taten, auf 505.000 Rs.  Nach der Gehaltsaufbesserung von 1908 stiegen die Ausgaben auf 975.000 Rs. jährlich, bis 1915 dann auf 1,33 Mio. Rs.

### Kriminalpolizei
Eine eigene kriminalpolizeiliche Abteilung (Detective Branch allgemein CID genannt), die auch Zivilpolizisten einsetzte, wurde 1872 beginnend aufgebaut. Ab 1894 wurden anthropometrische Messungen nach dem System von Bertillion eingeführt, vier Jahre darauf begann man Fingerabdrücke zu nehmen. Nach der Verurteilung Tilaks (1908) wurde der CID, als Staatsschutzabteilung, auch für die Kontrolle potenzieller politischer Straftäter zuständig, die Abteilung wurde einem eigenen Deputy Commissioner unterstellt. Theaterzensur und der Vollzug des Press Act, d. h. Beschlagnahme „aufwieglerischer“ Drucksachen kam als Aufgabenbereich hinzu.

## Mumbai Police

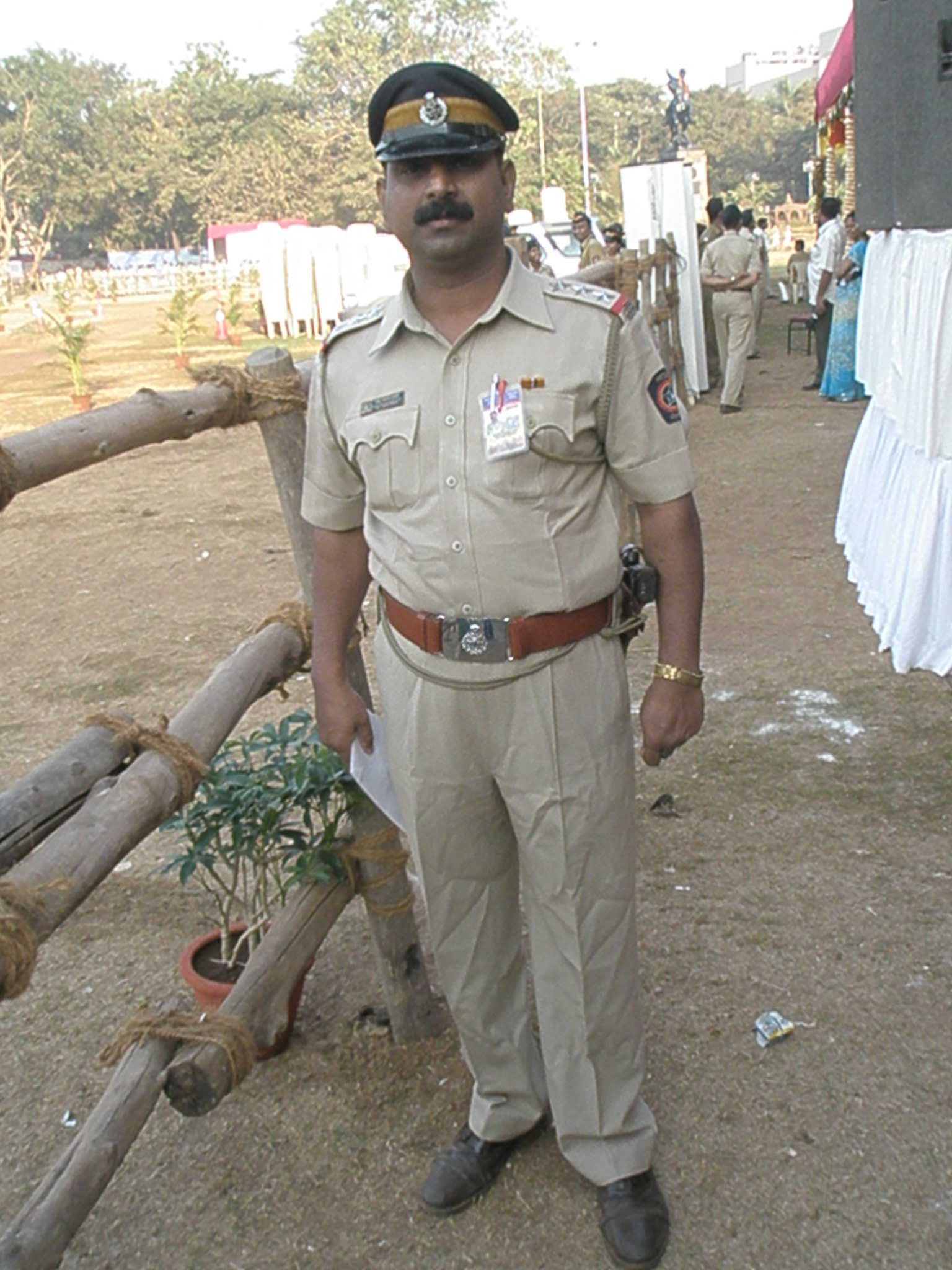
Inspektor der Mumbai Police

Heutzutage heißt die Stadtpolizei Mumbai Police (मुंबई पोलिस), sie wird auch als Brihanmumbai Police bezeichnet.
Der erste indische Commissioner wurde 1947 J. S. Bharucha. Die Polizei hat, wie alle derartigen Organisationen von Regimewechseln unberührt, in ihrer Struktur und auch als Unterdrückungsinstrument überlebt, sie ist wie auch andernorts häufig „auf dem rechten Auge blind.“ Bestechlichkeit, auch in den unteren Rängen, bleibt, wie überall in Indien, weit verbreitet. Aufgrund der chronischen Überlastung und Korruption der indischen Justiz war und ist ein effektiver Rechtsschutz gegen Willkür nicht gewährleistet.
Nach der Unabhängigkeit wurden beige Uniformen eingeführt, Wachtmeister tragen ein dunkelblaues Schiffchen mit gelbem Band, Offiziere Kappen. Mumbai ist eine der wirtschaftlich lebendigsten Städte Indiens geblieben. Auch deshalb breitete sich verstärkt ab den 1960ern die organisierte Kriminalität aus. Mehrere Untersuchungskommissionen haben versucht, die Verbindungen zwischen Polizei und Mafia aufzudecken. Ab 2005 wurde begonnen, die Ausrüstung zu modernisieren. Fast die Hälfte der 3000 im Einsatz befindlichen Fahrzeuge sind Motorräder.

### Moderne Organisation

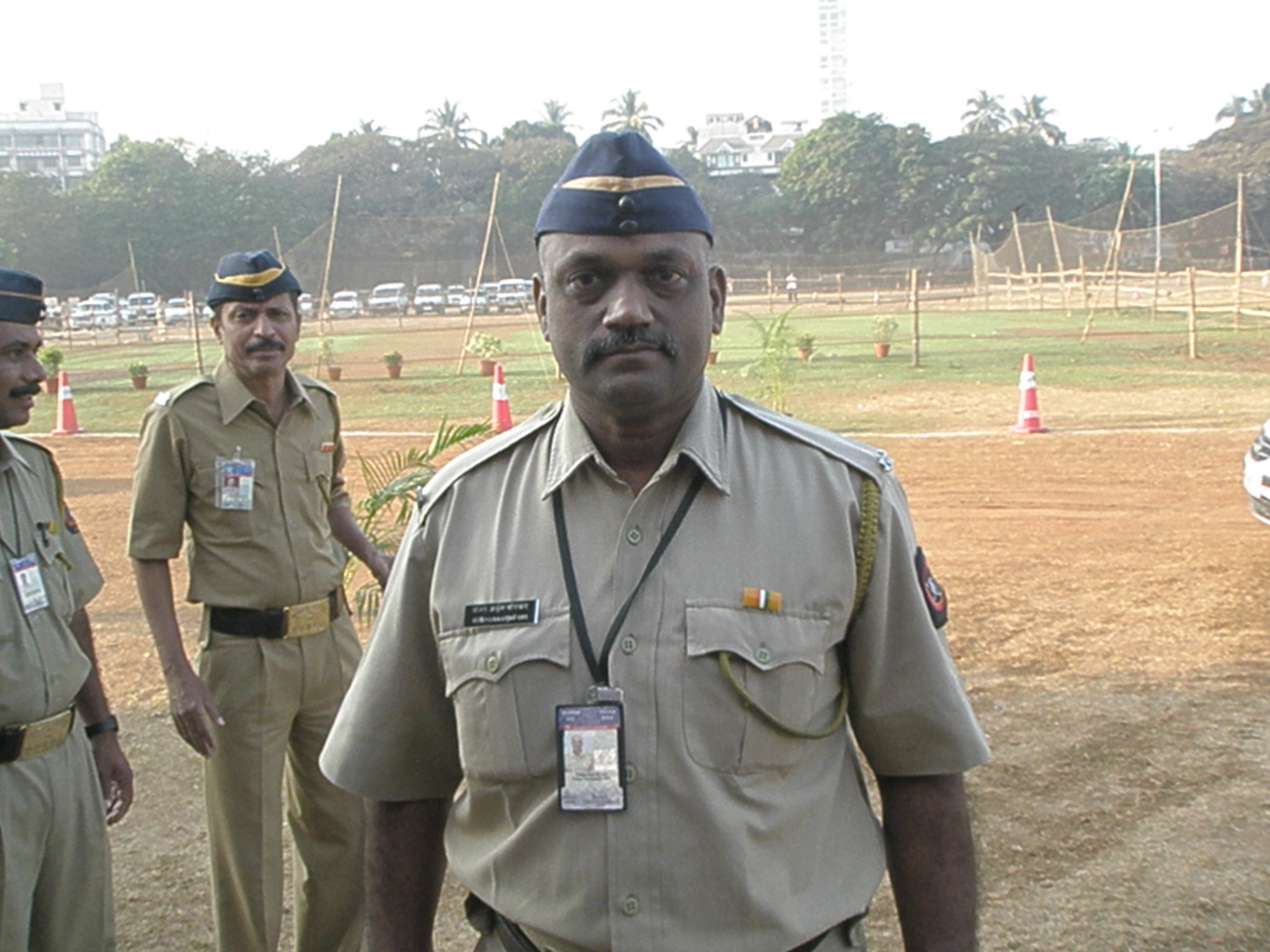
Wachtmeister der Mumbai Police

Heutzutage untersteht die Polizei dem Innenminister des Bundesstaates Maharashtra, ihre regionale Zuständigkeit erstreckt sich auf die Stadt und den suburban district, wo auf einer Fläche von 603 km² über 13,5 Millionen Menschen leben. In zwölf Zonen (plus Hafen) bestehen 89 Polizeiwachen, die Hafenpolizei hat 10-15 Boote im Einsatz. 36 neue Schnellboote werden demnächst in Dienst gestellt. Der Polizei, deren Verwaltungsstrukturen immer noch dem kolonialen Muster folgen, gehören heutzutage 40.914 Mann an, davon sind 4.763 Offiziere (Sub-Inspector und höhere Ränge.)
Zusätzlich zu den zentralen Abteilungen für Verwaltung, Personalwesen und Vorbeugung, besteht die Verkehrspolizei als halb-autonome eigene Einheit, die das Stadtgebiet für ihre Zwecke in 25 Bezirke einteilt. Sondereinheiten bestehen:
- Kripo (Crime Branch) mit eigenen Abteilungen für Wirtschaftsverbrechen (Economic Offences) und Erpressung (Anti-Extortion Cell)
  - für organisierte Kriminalität ist die Encounter Squad, mit fast 1.500 Mann, zuständig (seit 1997 offiziell)
- Jugendliche
- Rauschgiftfahndung (Anti-Narcotics Cell, eigenständig seit 1989)
- Vermisste
- Special Branch mit zusätzlichen Aufgaben wie
  - Terrorfahndung
  - Schutzdienste (Protection & Security)
  - Bereitschaftspolizei mit drei Kompanien Riot Control Police und Local Armed Police, letztere kaserniert.
  - Kontrolle und Sicherung von Flughafen und Hafen

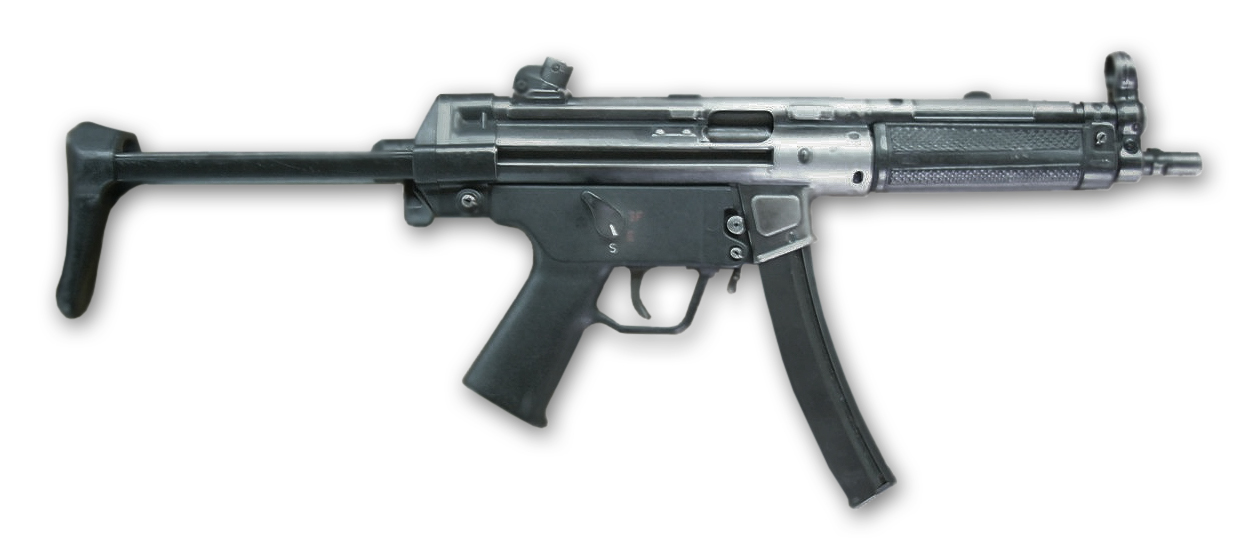
MPs von Heckler & Koch bei der Mumbai Police

Die Methoden der in den 1980ern inoffiziell geschaffenen Encounter Squad sind vom rechtsstaatlichen Standpunkt bedenklich und werden von Menschenrechtsorganisationen kritisiert. Die Zahl gestellter mutmaßlicher Gangster, die in den 1990er Jahren „auf der Flucht erschossen“ wurden liegt über 100. 2005 wurde eine spezielle Tourist Squad geschaffen, die sich im Wesentlichen auf Überwachung der Strände beschränkt. Seit Juli 2009 gibt es eine Sondereinheit, die sich auf Computerkriminalität spezialisiert.

### Bewaffnung
Zusätzlich zu den in ganz Indien üblichen Schlagstöcken aus Bambus (Lathi) für ansonsten unbewaffnete Streifenpolizisten werden auch, Schusswaffen und gepanzerte Fahrzeuge eingesetzt. Besonders in den Sondereinheiten sind Kriegswaffen im Einsatz, teilweise noch Gewehre auf dem Stand des Ersten Weltkriegs wie Lee-Enfield SMLE Mk III, das indische Modell Ishapore 2A1 (ab 1963), an Maschinenpistolen 7.62 MM 1A1, Assault Rifle 7.62 mm, 38 MM Multi Shot Riot Gun, INSAS 5.56 mm und 247 Stück AK-47, FN-FAL. 250 HK MP5 aus deutscher Produktion sollen die AK-47 demnächst ersetzen. Offiziere schießen mit Glock-Pistolen oder der 9 mm Automatik A1.